# Kościół Matki Bożej Wspomożycielki w Nicei
Kościół Matki Bożej Wspomożycielki w Nicei – modernistyczny kościół w Nicei wzniesiony w latach 1926–1933.

## Historia
Autorem projektu kościoła jest Jules Febvre, architekt miejski Nicei, zainspirowany wyglądem kościoła w Le Raincy. Inicjatorami jego budowy byli salezjanie, prowadzący w Nicei szkołę zawodową oraz szkołę średnią. Ze względu na szybki rozwój tej części miasta kościół planowany jako obiekt przeznaczony głównie dla zakonników i uczniów szkoły zyskał status kościoła parafialnego. Patronką kościoła została Matka Boża Wspomożycielka, do której szczególnie chętnie modlił się św. Jan Bosko.
Był to pierwszy na terenie Francji kościół wzniesiony dla salezjanów. Prace przygotowawcze rozpoczęły się 24 maja 1924, zaś kamień węgielny został odsłonięty 31 grudnia 1926. W 2001 budynek otrzymał status zabytku.

## Architektura
Kościół jest wzniesiony ze zbrojonego betonu na planie prostokąta i łączy elementy architektury zachodniej i bizantyjskiej. Wejście do budynku prowadzi przez przedsionek przykryty bogato rzeźbionym daszkiem. Fasada budynku dekorowana jest płaskorzeźbami o motywach orientalnych, w centrum znajduje się kwadratowy zegar, wyżej ażurowy krzyż. Całość wieńczy trójkątny tympanon oraz figura patronki świątyni.
We wnętrzu znajduje się zespół modernistycznych fresków Etienne'a Douceta. Witraże dla kościoła wykonał Antoine Bessac, ponadto jest on zdobiony mozaikami. Znajdujące się w kościele naczynia liturgiczne naśladują sztukę starochrześcijańską.